# Odprto prvenstvo Anglije 1982
Odprto prvenstvo Anglije 1982 je teniški turnir za Grand Slam, ki je med 21. junijem in 4. julijem 1982 potekal v Londonu.

## Moški posamično
Jimmy Connors :  John McEnroe 3-6 6-3 6-7(2-7) 7-6(7-5) 6-4

## Ženske posamično
Martina Navratilova :  Chris Evert Lloyd 6-1 3-6 6-2

## Moške dvojice
Peter McNamara /  Paul McNamee :  Peter Fleming /  John McEnroe 6-3 6-2

## Ženske dvojice
Martina Navratilova /  Pam Shriver :  Kathy Jordan /  Anne Smith 6-4 6-1

## Mešane dvojice
Kevin Curren /  Anne Smith :  John Lloyd /  Wendy Turnbull 2-6 6-3 7-5